# Heinrich Schöpf
Heinrich Schöpf (* 24. September 1809 in Niederrodenbach im Main-Kinzig-Kreis; † 30. November 1879 ebenda) war ein deutscher Bürgermeister und Mitglied der kurhessischen Ständeversammlung.

## Leben
Heinrich Schöpf  war in seiner Heimatgemeinde als Bürgermeister tätig, als er in dieser Funktion im Jahre 1852 ein Mandat für die Zweite Kammer der kurhessischen Ständeversammlung erhielt. Er wurde im Wahlkreis Hanau-Land gewählt, zählte zu den Oppositionellen und blieb bis 1854 in dem Parlament. Dieses wurde nach den Unruhen im Jahre 1830 zum Zweck der Beratung und Verabschiedung einer Verfassung gebildet und hatte bis 1866 Bestand, als das Land Hessen durch Preußen annektiert wurde.